# Ahmad Shah Bahadur
Ahmad Shah Bahadur, hay còn được gọi là Mirza Ahmad Shah hoặc Mujahid-ud-Din Ahmad Shah Ghazi (23 tháng 12 năm 1725 – 1775), là vị hoàng đế (padishah) thứ 14 của Đế quốc Mogul và là con trai của Muhammad Shah. Ông kế vị ngai vàng của cha mình vào năm 1748, ở tuổi 22. Giai đoạn Ahmed Shah Bahadur lên nắm quyền chứng kiến một đế quốc Mugul đang dần sụp đổ, cùng với sự yếu kém trong việc quản lý đất nước của Bahadur đã khiến ông bị Imad-ul-Mulk dấy binh lật đổ.